# Veitchia
Veitchiia
Genre
Classification phylogénétique
Veitchia est un genre de plantes monocotylédones appartenant à la famille des palmiers, originaire d'Océanie. Il doit son nom à la famille d'horticulteurs Veitch.

## Description
- Stipe. Les stipes sont minces, solitaires, et mesurent de 6 à 30 mètres de haut.
- Feuilles. Les feuilles sont pennées et composées de pétioles courts et de segments larges et effilés.
- L'inflorescence porte des fleurs mâles et femelles.
- Infrutescence : après fécondation, les fleurs femelles génèrent des fruits ovoïdes. Chez Veitchia merrillii (renommé Adonidia merrillii depuis APG III [1]) le fruit (de 3 à 4 cm) est de couleur rouge vif. Les fruits arrivent à maturité en hiver, d'où le nom de « palmier de Noël » attribué aux espèces de ce genre.

## Classification
- Sous-famille des Arecoideae
  - Tribu des Areceae
    - Sous-tribu des Ptychospermatinae[2]

Le genre partage sa sous-tribu avec les genres suivants :Ptychosperma, Ponapea, Adonidia, Balaka, Carpentaria, Wodyetia, Drymophloeus, Normanbya, Brassiophoenix,  Ptychococcus,  Jailoloa, Manjekia et Wallaceodoxa .

## Habitat distribution
Les espèces poussent dans des forêts tropicales humides. L'aire de répartition du genre s'étend des Philippines à la Nouvelle-Calédonie et aux Îles Fidji, en passant par le Vanuatu.
Espèce tropicale, elle est cependant capable de résister à de courtes périodes de gel (-2 °C), mais elle n'est pas acclimatable dans les régions tempérées.

## Liste d'espèces
Selon Plants of the World online (POWO) (16 fevrier 2022) :
- Veitchia arecina 		Becc.
- Veitchia filifera 		(H.Wendl.) H.E.Moore
- Veitchia joannis 		H.Wendl.
- Veitchia lepidota		(H.E.Moore) C.Lewis & Zona
- Veitchia metiti 		Becc.
- Veitchia pachyclada		(Burret) C.Lewis & Zona
- Veitchia simulans 		H.E.Moore
- Veitchia spiralis 		H.Wendl.
- Veitchia subdisticha 		(H.E.Moore) C.Lewis & Zona
- Veitchia vitiensis 		(H.Wendl.) H.E.Moore
- Veitchia winin 			H.E.Moore

Selon Catalogue of Life (16 juillet 2014) :
- Veitchia arecina Becc., Webbia 5: 78 (1921).
- Veitchia filifera (H.Wendl.) H.E.Moore, Gentes Herb. 8: 533 (1957).
- Veitchia joannis H.Wendl. in B.Seemann, Fl. Vit.: 271 (1868).
- Veitchia metiti Becc., Webbia 5: 77 (1921).
- Veitchia simulans H.E.Moore, Gentes Herb. 8: 506 (1957).
- Veitchia spiralis H.Wendl. in B.Seemann, Fl. Vit.: 270 (1868).
- Veitchia vitiensis (H.Wendl.) H.E.Moore, Gentes Herb. 8: 514 (1957).
- Veitchia winin H.E.Moore, Gentes Herb. 8: 499 (1957).

Selon World Checklist of Selected Plant Families (WCSP) (16 juillet 2014) :
- Veitchia arecina Becc. (1921)
- Veitchia filifera (H.Wendl.) H.E.Moore (1957)
- Veitchia joannis H.Wendl. (1868)
- Veitchia lepidota (H.E.Moore) C.Lewis & Zona (2011)
- Veitchia metiti Becc. (1921)
- Veitchia pachyclada (Burret) C.Lewis & Zona (2011)
- Veitchia simulans H.E.Moore (1957)
- Veitchia spiralis H.Wendl. (1868)
- Veitchia subdisticha (H.E.Moore) C.Lewis & Zona (2011)
- Veitchia vitiensis (H.Wendl.) H.E.Moore (1957)
- Veitchia winin H.E.Moore (1957)

Selon NCBI (16 juillet 2014) :
- Veitchia arecina
- Veitchia filifera
- Veitchia joannis
- Veitchia metiti
- Veitchia pachyclada
- Veitchia sessilifolia
- Veitchia spiralis
- Veitchia subdisticha
- Veitchia vitiensis
- Veitchia winin

Selon Tropicos (16 juillet 2014) (Attention liste brute contenant possiblement des synonymes) :
- Veitchia arecina Becc.
- Veitchia canterburyana (C. Moore & F. Muell.) H. Wendl.
- Veitchia filifera (H. Wendl.) H.E. Moore
- Veitchia hookeriana Becc.
- Veitchia japonica Lindl.
- Veitchia joannis H. Wendl.
- Veitchia lepidota (H.E. Moore) Lewis, Carl E. & Zona
- Veitchia macdanielsii H.E. Moore
- Veitchia merrillii (Becc.) H.E. Moore
- Veitchia metiti Becc.
- Veitchia montgomeryana H.E. Moore
- Veitchia pachyclada (Burret) Lewis, Carl E. & Zona
- Veitchia pedionoma (A.C. Sm.) H.E. Moore
- Veitchia petiolata (Burret) H.E. Moore
- Veitchia pickeringii (H. Wendl.) H.E. Moore
- Veitchia sessilifolia (Burret) H.E. Moore
- Veitchia simulans H.E. Moore
- Veitchia smithii (Burret) H.E. Moore
- Veitchia spiralis H. Wendl.
- Veitchia storckii H. Wendl.
- Veitchia subdisticha (H.E. Moore) Lewis, Carl E. & Zona
- Veitchia subglobosa H. Wendl.
- Veitchia vitiensis (H. Wendl.) H.E. Moore
- Veitchia winin H.E. Moore

Selon la Liste rouge de l'UICN, la plupart des espèces du genre sont menacées. Veitchia filifera (DD ver 2.3 (1994)), Veitchia joannis   (LR/lc ver 2.3 (1994)), Veitchia metiti (LR/cd ver 2.3 (1994)), Veitchia simulans (VU A1c ver 2.3 (1994)), Veitchia spiralis (LR/nt ver 2.3 (1994)), Veitchia vitiensis (LR/lc ver 2.3 (1994)).